# VIII wiek
VII wiek <> IX wiek
701 702 703 704 705 706 707 708 709 710 711 712 713 714 715 716 717 718 719 720 721 722 723 724 725 726 727 728 729 730 731 732 733 734 735 736 737 738 739 740 741 742 743 744 745 746 747 748 749 750 751 752 753 754 755 756 757 758 759 760 761 762 763 764 765 766 767 768 769 770 771 772 773 774 775 776 777 778 779 780 781 782 783 784 785 786 787 788 789 790 791 792 793 794 795 796 797 798 799 800

## Wynalazki
- 704 – pierwsza drukowana książka pt. Dharani Sutra (Korea)
- ok. 770 – żelazna podkowa
- pierwszy zegar mechaniczny (Chiny)
- powszechne użycie żelaznego pługu w dolinie Renu
- papier dociera z Chin na terytoria arabskie

## Wydarzenia, które przeszły do historii
- 702 – japoński kodeks Taihō (jego postanowienia umacniają władzę centralną cesarza)
- 710 – papież Konstantyn po raz ostatni (do czasów Pawła VI w 1964) odwiedza Konstantynopol celem uzyskania zatwierdzenia swego wyboru przez cesarza. Zwrot papiestwa ku Frankom
- 711 – bitwa nad Guadalete. Zajęcie Hiszpanii przez Arabów. Upadek Królestwa Wizygotów
- 713
  - Muzułmanie zdobyli Meridę i Sewillę (największe miasto i ośrodek intelektualny Hiszpanii)
  - powstanie państwa Balhae, będącego spadkobiercą tradycji koreańskiego Goguryeo
- 715 – Bonifacy-Winfrid (Apostoł Germanów) wyrusza z misją chrystianizacyjną na ziemie germańskie
- 718 – bitwa pod Covadongą. Początek rekonkwisty (wypierania Arabów) w Hiszpanii
- 722 – Arabowie po raz drugi oblegają Konstantynopol. Użycie ognia greckiego ratuje miasto
- 730 – cesarz Leon III rozpoczyna okres ikonoklazmu
- 731 – Beda Czcigodny spisuje Historię Anglii
- 732 – bitwa pod Poitiers (ew. Tours). Karol Młot powstrzymuje Arabów przed zajęciem Francji
- 734 – Karol Młot rozgromił siły fryzyjskie poszerzając pn-wsch. granice swych ziem
- 741 – oblężone przez Arabów Syrakuzy zgodziły się na płacenie daniny (wzrost wpływów kultury arabskiej na Sycylii)
- 744 – założenie opactwa w Fuldzie
- 751
  - początek dynastii karolińskiej (Pepin Krótki)
  - upadek północno-włoskiego cesarskiego Egzarchatu Rawenny na rzecz Longobardów
  - bitwa arabsko-chińska pod Talas. Arabowie opanowują Azję Centralną
- 752 – w Japonii kler buddyjski wzmocnił swą pozycję religijną i wpływy polityczne
- 756 – Pepin Krótki zwycięża Longobardów w Italii. Powstaje Państwo Kościelne
- 759 – ostateczne wyparcie Arabów z Francji (zdobycie Narbony)
- ok. 770 – w Islandii założono pierwsze osiedla celtyckie
- 772 – początek rządów Karola Wielkiego i jego kampanii przeciwko Sasom, Arabom w Hiszpanii, Bawarom, Longobardom i Awarom
- 778 – wyprawa Karola Wielkiego przeciwko Arabom hiszpańskim (przeprawa przez Pireneje i oblężenie Saragossy)
- 780–800 – ciągłe napady Beduinów na Gazę
- 787 – II Sobór Powszechny w Nicei na tle walk ikonoklastycznych
- 8 czerwca 793 – pierwsza wzmianka o najazdach wikingów na Europę (złupienie klasztoru Lindisfarne w północnej Anglii)
- 795 – Wikingowie zaatakowali wyspy: Skye, Iona i Rathlin
- 799 – klasztor Saint Philibert na wyspie Île de Noirmoutier złupiony przez Wikingów
- 25 grudnia 800 roku – koronacja Karola Wielkiego na cesarza

## Kultura i sztuka
- powstaje epos Beowulf
- kształtuje się romans karoliński

## Sławni odkrywcy i badacze
- Beda Czcigodny (uczony, spisał także Historię Anglii)
- Paweł Diakon (mnich z Monte Cassino, kronikarz, spisał historię Longobardów)
- Alkuin (uczony na dworze Karola Wielkiego)

## Sławni poeci
- Cynewulf

## Sławne postacie
- Pepin Krótki
- Karol Wielki
- Karol Młot
- Jan z Damaszku, Doktor Kościoła
- cesarzowa bizantyńska Irena
- św. Bonifacy, apostoł Germanów
- św. Kutbert z Canterbury
- Beatus z Liebany
- Teodulf z Orleanu